# Departamento Telsen
Telsen es un departamento de la provincia del Chubut, Argentina.
Posee una superficie de 19 893 km² y limita al este con el departamento de Biedma, al sur con los de Gaiman y Mártires, al oeste con el de Gastre, y al norte con la provincia de Río Negro. La ley que determinó la división política de la provincia, en 1955 también estableció los límites del distrito.

## Toponimia
Su nombre es un vocablo aonikenk que significa "cortadera" o "junco".

## Demografía
El censo de 2022 reveló que el departamento continuó el despoblamiento iniciado en el censo 2010 al arrojar 1623 habitantes.
|           | 1947  | 1960   | 1970    | 1980    | 1991    | 2001   | 2010 | 2022  |
| Población | 2.708 | 2.569  | 2.155   | 1.919   | 1.636   | 1.788  | 1644 | 1623  |
| Variación | -     | -5,13% | -16,11% | -10,95% | -14,74% | +9,29% | ?    | -1.3% |

Fuente: Instituto Nacional de Estadísticas y Censos, INDEC

## Localidades
- Gan Gan
- Telsen

## Parajes
- Chacras de Telsen
- Talagapa
- Laguna Fría
- Chacay Oeste
- Sierra Chata
- Colonia Agrícola Sepaucal
- Tres Banderas
- Bajada del Diablo
- Mallín Grande